# 海野いくら
海野 いくら（うんの いくら、1999年9月26日 - ）は、日本のAV女優。ライフプロモーション、および、アルシェプロダクション所属。

## 略歴
2023年6月　佐々山瑠実（ささやま るみ）としてライフプロモーション所属となることが発表される。
2023年8月11日、シロウトTVからリリースされた「【すぐに、何度も、イク】可愛らしさもエロさも兼ね備えた顔、セックスの最高位を体験したいとAV応募する意識の高さ、さらに全身超敏感というAVにうってつけの体質！『逸材』がシロウトTVにやって来た！ 【初撮り】ネットでAV応募→AV体験撮影 2016」でAVデビュー。
2023年9月30日、アルシェプロダクションにも所属することが発表される。
2023年12月1日、芸名を佐々山瑠実から海野いくらに改名を発表。
2024年5月17日、MOODYZから海野いくら名義での作品が初リリース。

## 人物
- 日本酒、ラーメン、ハンバーグを愛する。また、ラッコやカワウソが大好き。
- デビュー前からAVはよく見ていて、好きな女優として望月あやかの名前を挙げている。
- 高校生の頃は吹奏楽部に所属。チューバ担当だった。
- 事務所に申し込みをした時に、人生初の金髪に挑戦してから面接に行った。

## 作品

### アダルト動画配信

#### 2023年
- 【すぐに、何度も、イク】可愛らしさもエロさも兼ね備えた顔、セックスの最高位を体験したいとAV応募する意識の高さ、さらに全身超敏感というAVにうってつけの体質！『逸材』がシロウトTVにやって来た！ 【初撮り】ネットでAV応募→AV体験撮影 2016（8月11日、シロウトTV）　※佐々山瑠実 名義

#### 2024年
- 清楚の皮をかぶった隠れド変態ちゃん 本当のわたしグッチャグチャ喉ボコデビュー！ 海野いくら（5月17日、MOODYZ）
- 兇暴喉凹イラマチオ調教実録 いくちゃん（7月19日、えむっ娘ラボ）
- 制服少女とオジサン 「エッチな私をオジサンの欲望で滅茶苦茶にしてほしいんです。」 海野いくら（8月20日、無垢）
- 行方不明の少女保護 監●容疑54歳逮捕（9月4日、SODクリエイト）
- 喉奥奉仕イラマメイド 海野いくら（9月24日、えむっ娘ラボ）

#### 2025年
- ～喉奥姦通～ イラマチオ 海野いくら（1月6日、KLEIN）
- アジア美少女を監禁喉ボコ開発 4本の肉棒に貫かれ精子と唾液と涙でゴボゴボ喉奥ピストン地獄！精神崩壊！白目ひん剥き！狂人喉奥イラマチオ 喉ボコ美少女いくら 海野いくら（4月27日、First Star）
- 羞恥！新入生春の発育身体測定＆健康診断～海野いく編～ 海野いくら（6月13日、サディヴィレナウ!）
- 一緒に変態になれるって最高にきもちいい。限界嘔吐アクメ合戦。狂気の喉奥解放レズビアン 二葉エマ 海野いくら（6月24日、えむっ娘ラボ）
- つがいじめ（つがい＋性いじめ）（7月10日、ROCKET）

- 上納システムの餌食になった新卒不動産営業OL 賄賂は未発達の新鮮なアナル！怒涛の3Pで調教イラマ 3穴ブッ挿し中出し！絶望白目絶頂メス奴●堕ち アナル美少女いくら 海野いくら（7月12日、First Star）

### デジタル写真集
- 蜜会 佐々山瑠実 サステイナブルなスケベ娘（2023年12月18日、プランドール、撮影：合田好宏）

## 出演

### ウェブテレビ
- あべみかこのAAですけど何か?（2024年12月20日-2025年3月14日、エンタちゃん放送局）[5]